# Гімни Венесуели
| Штат | Штат                           | Назва                                                                       | Затвердження                                    | Слова                          | Мелодія                      | Музичний приклад |
| ---- | ------------------------------ | --------------------------------------------------------------------------- | ----------------------------------------------- | ------------------------------ | ---------------------------- | ---------------- |
|      | Амасонас                       | «Амазонка — краса своєї землі» (ісп. «Amazonas tu tierra engalana»)         | ?                                               | Герман Грубер Одреман          | Герман Грубер Одреман        |                  |
|      | Ансоатегі                      | «Вчора ми були сильні і горді» (ісп. «Ayer fuiste pujante y altiva»)        | ?                                               | Енріке Перес Валенсія          | Сезар Рамірес Гомес          | ?                |
|      | Апуре                          | «Підніміть голову!» (ісп. «¡Vuelvan Caras!»)                                | 1913                                            | Амадео Гарбі                   | Сезар Рамірес Гомес, 1910    | ?                |
|      | Арагуа                         | Гімн штату Арагуа (ісп. Himno del Estado Aragua)                            | січень 1905 (де-факто), 24 жовтня 2002 (де-юре) | Рамон Франциско Бастідас       | Мануель Марія Бетанкур       |                  |
|      | Барінас                        | Гімн штату Барінас (ісп. Himno del Estado Barinas)                          | 27 січня 1911                                   | Рафаель Монтенегро             | Педро Еліас Гутьєррес        | ?                |
|      | Болівар                        | Гімн штату Болівар (ісп. Himno del Estado Bolívar)                          | 22 січня 1910                                   | Жозе Мануель Агосто Мендес     | Мануель Лара Колменарес      | ?                |
|      | Варгас                         | «Американська карманьйола» (ісп. «Carmañola Americana»)                     | ?                                               | ?                              | ?                            | ?                |
|      | Гуаріко                        | Гімн штату Гуаріко (ісп. Himno del Estado Guárico)                          | ?                                               | Педро Пабло Монтенегро         | Сальвадор Ламозас            | ?                |
|      | Дельта-Амакуро                 | Гімн штату Дельта-Амакуро (ісп. Himno del Estado Delta Amacuro)             | ?                                               | Хосе Хоакін де Леон            | Хосе Інес Річемон            | ?                |
|      | Карабобо                       | Гімн штату Карабобо (ісп. Himno del Estado Carabobo)                        | 5 липня 1908                                    | Сантьяго Гонсалес Гуїнан, 1908 | Себастьян Діас Пенья, 1908   | ?                |
|      | Кохедес                        | Гімн штату Кохедес (ісп. «Himno del Estado Cojedes»)                        | ?                                               | Маурісіо Перес Лазо            | Мігель Анхель Гранадос       | ?                |
|      | Лара                           | Гімн штату Лара (ісп. Himno del Estado Lara)                                | ?                                               | Хуан Баутіста Ов'єдо           | Педро Істуріс                | ?                |
|      | Мерида                         | Гімн штату Мерида (ісп. Himno del Estado Bolivariano de Mérida)             | ?                                               | Антоніо Фебрес Кордеро         | Гіл Антоніо Гіл              | ?                |
|      | Міранда                        | Гімн штату Міранда (ісп. Himno del Estado Miranda)                          | 22 грудня 1909                                  | Хасінто Анез                   | Герман Ліра                  | ?                |
|      | Монагас                        | Гімн штату Монагас (ісп. Himno del Estado Monagas)                          | 24 жовтня 1910                                  | Ідельфонсо Нуньєс Марес        | Карлос Мохль                 | ?                |
|      | Нуева-Еспарта                  | Гімн штату Нуева-Еспарта (ісп. Himno del Estado Nueva Esparta)              | ?                                               | М.А. Мата Сільва               | Беніньо Родрігес Брузель     | ?                |
|      | Португеса                      | Гімн штату Португеса (ісп. Himno del Estado Portuguesa)                     | ?                                               | Фернандо Едуардо Дельгадо      | Ісус Альварадо               | ?                |
|      | Сукре                          | Гімн штату Сукре (ісп. Himno del Estado Sucre)                              | ?                                               | Рамон Девід Леон               | Беніньо Родрігес Брузель     | ?                |
|      | Сулія                          | «Про Пальмас» (ісп. «Sobre Palmas»)                                         | 29 серпня 1909                                  | Удон Перес                     | Хосе Антоніо Чавес           |                  |
|      | Тачіра                         | «Слава Батьківщині» (ісп. «Las Glorias de la Patria»)                       | 27 червня 1913                                  | Рамон Варгас Еухеніо, 1912     | Мігель Анхель Еспінель, 1913 |                  |
|      | Трухільйо                      | «Трухільйо — це велич і слава» (ісп. «¡De Trujillo es tan alta la gloria!») | 5 липня 1911                                    | Антоніо Хосе Пачеко            | Естебан Раскін               | ?                |
|      | Фалькон                        | Гімн штату Фалькон (ісп. Himno del Estado Falcón)                           | ?                                               | ?                              | ?                            | ?                |
|      | Яракуй                         | Гімн штату Яракуй (ісп. Himno del Estado Yaracuy)                           | ?                                               | Педро Марія Соса               | Авдон Рамірес                | ?                |
|      | Федеральні володіння Венесуели | —                                                                           | —                                               | —                              | —                            | —                |
|      | Федеральний (столичний) округ  | Гімн міста Барута (ісп. Himno del Municipio Baruta)                         | 7 червня 1994                                   | Ернесто Луїс Родрігес          | Іносенте Карреньо            | ?                |